# Alano II di Bretagna
Alano II Barbatorta (prima del 919 – Nantes, 952) fu duca di Bretagna dal 938 fino alla sua morte; fu nipote, per parte di madre, di Alano I il Grande.

## Origine
Alano era figlio del terzo conte di Poher, Mathuedoï, e della moglie, di cui non si conosce il nome, ma che, come risulta dal documento n° XXVII de La chroniques de Nantes, era figlia del re di Bretagna, Alano il Grande, e della sua prima moglie, Oreguen (come risulta dal documento n° XII del Cartulaire noir de la cathédrale d'Angers, del 900 circa, di una donazione di Alano ad un vescovo, controfirmato dalla moglie e da due figli Orgaim uxoris suæ…Vuereche filii Alani, Pascuiten fratris sui). Di Mathuedoï non si conoscono gli ascendenti.

## Biografia
Di Alano non si conosce la data esatta della nascita, ma era nato senz'altro prima del 919. In quell'anno i Normanni occuparono la Bretagna, come ci conferma anche il documento n° XXVII de La chroniques de Nantes, giungendovi navigando la Loira, ed iniziando la conquista dalla contea di Nantes. Alano, poi detto il Barbatorta, si rifugiò col padre Mathuedoï ed un elevato numero di abitanti della Bretagna in Inghilterra, presso Atelstano, figlio del re del Wessex, Edoardo il Vecchio, in questo documento  già definito re d'Inghilterra.
Alano ricevette il battesimo quando era già un fanciullo ed ebbe come padrino Atelstano, dopo che quest'ultimo era succeduto al padre e divenuto re d'Inghilterra, nel 924.

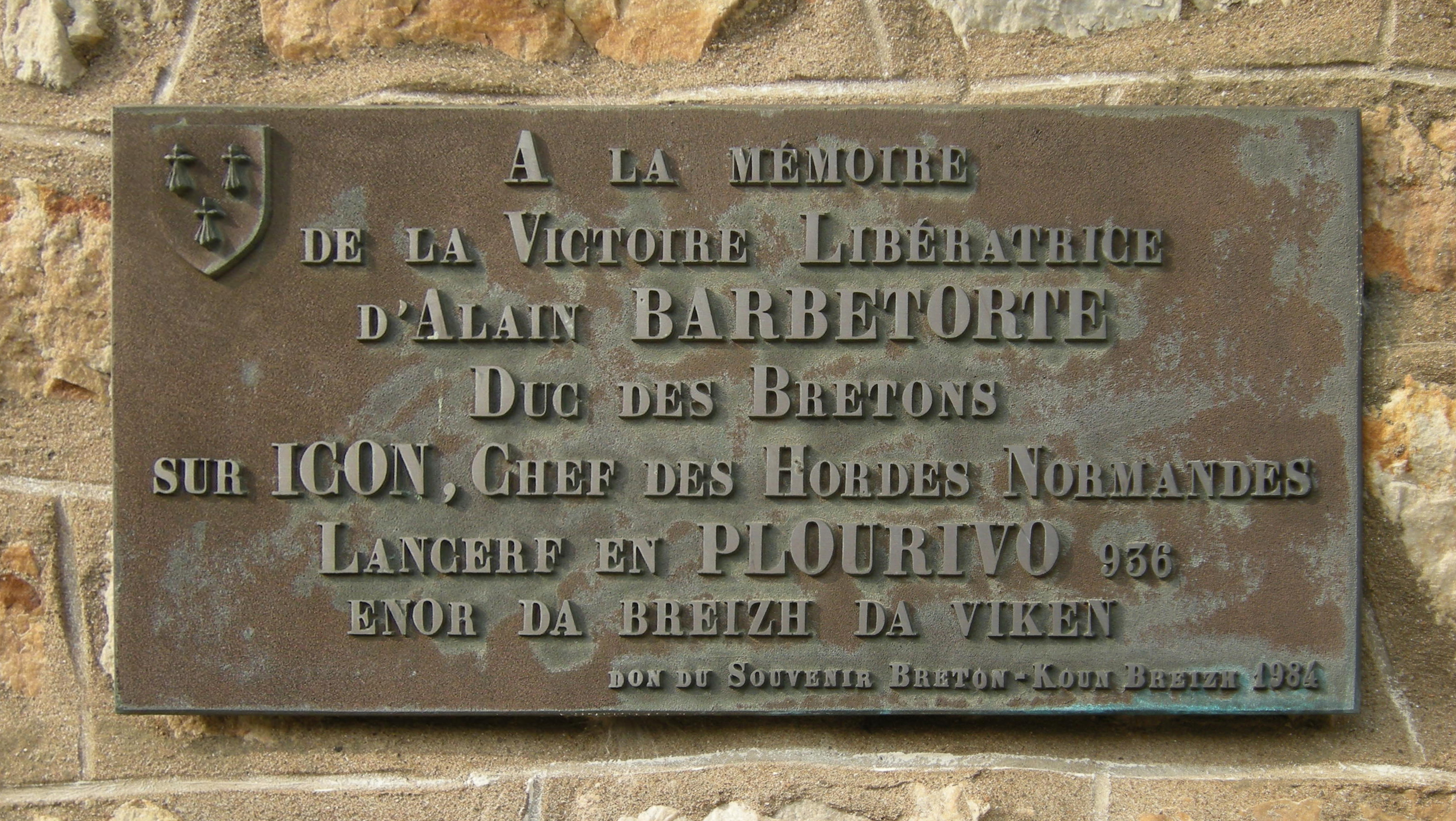
Targa posta sul palazzo comunale di Plourivo a ricordo della battaglia del fiume Trieux, tra Alano Barbatorta e Incon (sulla targa è scritto Icon, e nons Incon).

Solo nel 931 gli esuli iniziarono i loro tentativi di rioccupare il loro regno, sotto la guida di Alano detto il Barbatorta; ma ad un iniziale successo seguì una grave sconfitta, che li costrinse a rifugiarsi nuovamente in Inghilterra. Secondo ANGLO-SAXON-ENGLAND dello storico britannico Frank Stenton, nel 936, Alano, anche con l'aiuto di Atelstano, divenne conte di Vannes e di Nantes, dopo aver sconfitto i Normanni, guidati da Incon, sulle sponde del fiume Trieux, vicino a Plourivo.
Secondo il cronista franco del periodo carolingio, Flodoardo, nel corso del 937, i Bretoni di Alano, si scontrarono diverse volte coi Normanni, che avevano devastato la loro terra, riuscendo a cacciarli e a riconquistare la Bretagna. Secondo lo storico francese, Arthur de La Borderie, nel secondo volume del suo Histoire de Bretagne, Alano detto Barbatorta, nel 938, fu riconosciuto dai Bretoni come Alano II, duca di Bretagna, per il coraggio dimostrato nella conquista di Nantes.
Ottenuto il potere, riportò notevoli successi (come quello a Trans nel 939 sui Normanni della Loira, con la collaborazione del conte del Maine Ugo I) sui Normanni (come ricorda anche il cronista Flodoardo), che avevano approfittato delle lotte dinastiche che agitavano la Bretagna per operare delle incursioni (infatti, sempre secondo Flodoardo, nel 944, il conte di Rennes, Judicael Berengario, entrò in lotta con Alano II, favorendo le scorrerie dei Normanni).
Nel 942 Alano appoggiò re Luigi IV d'Oltremare, con cui aveva condiviso l'esilio in Inghilterra contro Ugo il Grande. In quegli anni, tra il 940 ed il 943, Alano, secondo il La Borderie, aveva sposato Rosalia, figlia del primo Conte di Angiò, visconte d'Angers e di Tours e anche conte di Nantes, Folco I il Rosso, come ci conferma anche lo storico bretone, Guy Alexis Lobineau, nel suo Histoire de Bretagne, Tome I.
Sempre secondo la Histoire de Bretagne, Tome I Alano non fu molto fedele alla moglie in quanto frequentava una nobile bretone di nome Giuditta († dopo il 952), di cui non si conoscono gli ascendenti. Rimasto vedovo, prima del 949, Alano, verso il 950, secondo La chronique de Nantes, si sposò in seconde nozze con la figlia del Visconte di Blois e di Tours, Tebaldo il Vecchio di Blois e di cui non si conosce esattamente il nome (Rosalia o Adelaide), che, dopo la morte di Alano II, avvenuta nel 952, in seconde nozze, sempre secondo La chronique de Nantes, sposò il conte d'Angiò, Folco, detto il Buono.
Nel 952 Alano, secondo La Borderie, si ammalò gravemente e sentendosi vicino alla morte, ancora secondo La Borderie, convocò a Nantes, suo cognato, il conte di Blois, di Chartres, di Châteaudun, e di Tours, Tebaldo I il Truffatore e gli affidò il suo unico figlio legittimo di pochi mesi di vita, Drogone, affinché lo rappresentasse in tutti i suoi titoli ed interessi. Alano aveva inoltre convocato a Nantes i nobili della Bretagna, che giurarono fedeltà a Drogone e a Tebaldo I.
La morte di Alano II è confermata, nel 952, dalla Ex Chronico Floriacensi, mentre La chronique de Nantes, oltre a confermare gli avvenimenti del 952, indica anche il luogo di sepoltura: la chiesa dei SS. Donatien e Rogatien (Donaziano e Rogaziano), a Nantes (che sembrerebbe fosse la prima chiesa cristiana di Nantes, costruita sulla villa Gallo-Romana della famiglia dei due santi perché lì erano stati sepolti, e che si trovasse nel luogo dove oggi c'è l'attuale Basilica di St. Donatien-et-Saint-Rogatien). Il La Borderie, invece, narra che dopo essere stato sepolto nella chiesa dei SS. Donatien e Rogatien , lo spirito di Alano II non trovasse pace e tutte le notti si aggirava per la città ed il suo corpo il mattino seguente si trovava fuori dalla tomba; ciò avvenne per alcune notti, sino a che un parente di Alano si ricordò della devozione che il duca aveva per la Madonna ed allora il corpo di Alano fu riesumato e tumulato nella chiesa di Notre Dame di Nantes (Collégiale Notre-Dame de Nantes), che lui aveva contribuito a costruire.
Poco dopo la morte di Alano II, nel 952, la sua vedova, su consiglio del fratellastro, Tebaldo I il Truffatore, sposò il secondo Conte di Angiò, Folco il Buono, che divenne così il reggente del ducato di Bretagna e della contea di Nantes, per conto del figliastro, Drogone. Nel 958, Drogone morì in circostanze non molto chiare (secondo La chronique de Nantes, Drogone di Bretagna, ancora bambino, morì molto probabilmente a seguito di un bagno gelato ed il sospetto di averlo organizzato cadde su Folco II il Buono, che divenne conte di Nantes e, duca di Bretagna, come risulta da un documento di una riunione, del 958, tra Folco il Buono, Tebaldo il Truffatore e diversi baroni bretoni).

## Discendenza
Alano dalla prima moglie, Rosalia d'Angiò, non ebbe figli.
Alano dalla seconda moglie, Rosalia o Adelaide di Blois, ebbe un figlio:
- Drogone, chiamato anche Dreux, (circa 950 - 958), che, nel 952, alla morte del padre, divenne conte di Nantes e duca di Bretagna, sotto la tutela dello zio, Tebaldo I il Truffatore[18], ai quali i nobili Bretoni avevano giurato fedeltà[18].
Sua madre, in quello stesso anno, sposò, in seconde nozze, il secondo Conte di Angiò, Folco il Buono[24], che divenne così il reggente del ducato di Bretagna e della contea di Nantes, per conto del figliastro, Drogone[25] e condusse con sé ad Angers, sia Drogone che la madre[27] dove diede l'incarico di uccidere il bambino alla nutrice che lo accudiva[27]. Infatti, nel 958, Drogone morì in circostanze non molto chiare (secondo La chronique de Nantes, Drogone di Bretagna, ancora bambino, morì molto probabilmente a seguito di un bagno gelato fattogli dalla nutrice[27]. Folco il Buono, che succedette a Drogone, fu sospettato di avere organizzato la morte di Drogone[26]).

Alano dalla sua amante, Giuditta (secondo il Lobineau, era già la sua amante l tempo dell'esilio in Inghilterra), ebbe due figli illegittimi:
- Hoel I († 981), fu conte de Nantes e duca di Bretagna in contrapposizione a Conan I il Torto[29]
- Guerech († 990), fu conte de Nantes e duca di Bretagna in contrapposizione a Conan I il Torto[30].

### Fonti primarie
- (LA) Monumenta Germanica Historica, tomus III. URL consultato il 1º marzo 2020 (archiviato dall'url originale il 23 settembre 2015)..
- (LA) Rerum Gallicarum et Francicarum Scriptores, tomus VII..
- (LA) Cartulaire noir de la cathédrale d'Angers..
- (LA) La chroniques de nantes..
- (LA) Flodoardi Annales, pars I (877-944)..

### Letteratura storiografica
- René Poupardin, I regni carolingi (840-918), cap. XIX, vol. II (L'espansione islamica e la nascita dell'Europa feudale) della Storia del Mondo Medievale, pp. 582–634.
- Louis Halphen, Francia: gli ultimi carolingi e l'ascesa di Ugo Capeto (888-987), cap. XX, vol. II (L'espansione islamica e la nascita dell'Europa feudale) della Storia del Mondo Medievale, pp. 636–661.
- (FR) Histoire de Bretagne, de l'année 754 a l'année 995 di Arthur Le Moyne de La Borderie. URL consultato il 31 gennaio 2020 (archiviato dall'url originale il 4 settembre 2014)..
- (FR) Lobineau, G. A. (1707) Histoire de Bretagne (Paris), Tome I..